# Стралджа
Стра́лджа (болг. Стралджа) — місто в Ямбольській області Болгарії. Адміністративний центр общини Стралджа.

## Населення
За даними перепису населення 2011 року у місті проживали 5702 особи.
Національний склад населення міста:
| Національність   | Кількість осіб | Відсоток |
| ---------------- | -------------- | -------- |
| болгари          | 4037           | 71,8%    |
| цигани           | 1334           | 23,7%    |
| турки            | 198            | 3,5%     |
| інша             | 12             | 0,2%     |
| не визначились   | 40             | 0,7%     |
| Всього відповіли | 5621           |          |

Розподіл населення за віком у 2011 році:
Динаміка населення: